# 1937년 폴란드 농민파업

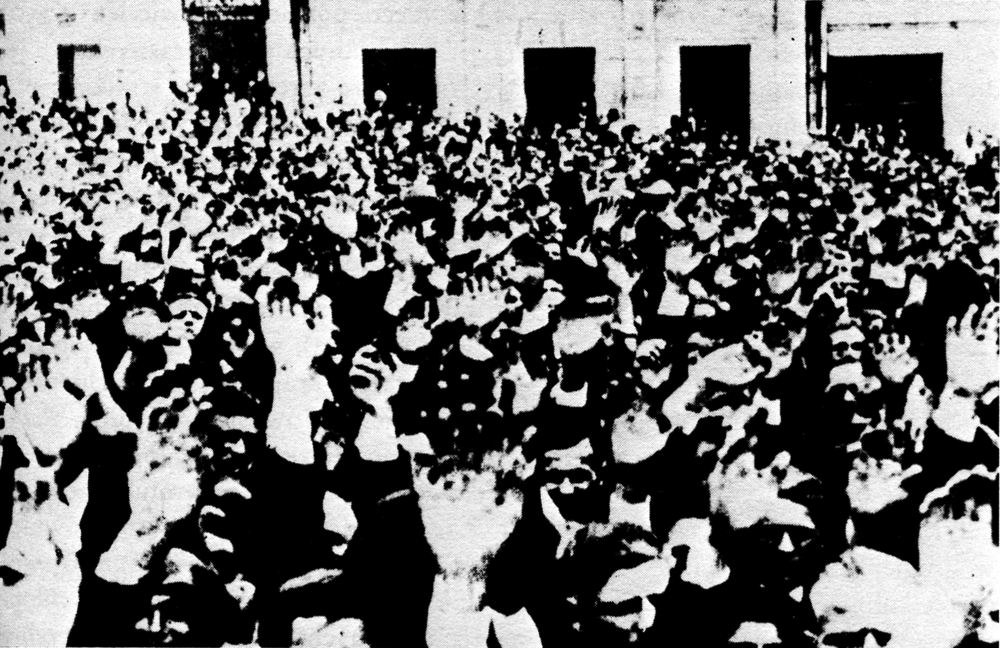

1937년 폴란드 농민파업(폴란드어: Strajk chłopski 1937)는 폴란드 제2공화국 당시 인민당의 주도로 농민들이 사나챠 정부에 맞서 벌인 대규모 파업 및 시위였다. 수백만 명이 참여한 것으로 추산되며, 폴인 뿐 아니라 동부지역의 우크라이나인과 벨로루시인 농민들도 참여했다.